# Хаджиабад (Альборз)
Хаджиабад (перс. حاجیآباد‎) — село на севере Ирана, в остане Альборз. Входит в состав шахрестана Назарабад. Является частью дехестана (сельского округа) Танкеман бахша Танкеман.

## География
Село находится на западе центральной части Альборза, к югу от гор Эльбурс, на правом берегу одного из рукавов реки Рудхане-и-Кордан, на расстоянии приблизительно 20 километров к западу от Кереджа, административного центра провинции. Абсолютная высота — 1212 метров над уровнем моря.

## Население
По данным переписи 2006 года население села составляло 407 человек (216 мужчин и 191 женщина). В Хаджиабаде насчитывалось 109 домохозяйств. Уровень грамотности населения составлял 69,04 %. Уровень грамотности среди мужчин составлял 71,3 %, среди женщин — 66,49 %.